# متی باروز
متی باروز (انگلیسی: Matty Burrows؛ زادهٔ ۱۵ اکتبر ۱۹۸۵) بازیکن فوتبال اهل ایرلند شمالی است.